# Medaller dels Jocs Olímpics d'estiu de 1964
El medaller dels Jocs Olímpics d'Estiu de 1964 presenta totes les medalles lliurades als esportistes guanyadors de les proves disputades en aquest esdeveniment, realitzat entre els dies 10 i 24 d'octubre de 1964 a la ciutat de Tòquio (Japó).
Les medalles apareixen agrupades pels Comitès Olímpics Nacionals participants i s'ordenen de forma decreixent contant les medalles d'or obtingudes; en cas d'haver empat, s'ordena d'igual forma contant les medalles de plata i, en cas de mantenir-se la igualtat, es conten les medalles de bronze. Si dos equips tenen la mateixa quantitat de medalles d'or, plata i bronze, es llisten en la mateixa posició i s'ordenen alfabèticament.

## Medaller
| Jocs Olímpics d'estiu de 1964 | Jocs Olímpics d'estiu de 1964 | Jocs Olímpics d'estiu de 1964 | Jocs Olímpics d'estiu de 1964 | Jocs Olímpics d'estiu de 1964 | Anells Olímpics |
| Posició                       | País                          | Or                            | Plata                         | Bronze                        | Total           |
| 1                             | Estats Units                  | 36                            | 26                            | 28                            | 90              |
| 2                             | Unió Soviètica                | 30                            | 31                            | 35                            | 96              |
| 3                             | Japó                          | 16                            | 5                             | 8                             | 29              |
| 4                             | Alemanya                      | 10                            | 22                            | 18                            | 50              |
| 5                             | Itàlia                        | 10                            | 10                            | 7                             | 27              |
| 6                             | Hongria                       | 10                            | 7                             | 5                             | 22              |
| 7                             | Polònia                       | 7                             | 6                             | 10                            | 23              |
| 8                             | Austràlia                     | 6                             | 2                             | 10                            | 18              |
| 9                             | Txecoslovàquia                | 5                             | 6                             | 3                             | 14              |
| 10                            | Regne Unit                    | 4                             | 12                            | 2                             | 18              |
| 11                            | Bulgària                      | 3                             | 5                             | 2                             | 10              |
| 12                            | Finlàndia                     | 3                             | 0                             | 2                             | 5               |
| 12                            | Nova Zelanda                  | 3                             | 0                             | 2                             | 5               |
| 14                            | Romania                       | 2                             | 4                             | 6                             | 12              |
| 15                            | Països Baixos                 | 2                             | 4                             | 4                             | 10              |
| 16                            | Turquia                       | 2                             | 3                             | 1                             | 6               |
| 17                            | Suècia                        | 2                             | 2                             | 4                             | 8               |
| 18                            | Dinamarca                     | 2                             | 1                             | 3                             | 6               |
| 19                            | Iugoslàvia                    | 2                             | 1                             | 2                             | 5               |
| 20                            | Bèlgica                       | 2                             | 0                             | 1                             | 3               |
| 21                            | França                        | 1                             | 8                             | 6                             | 15              |
| 22                            | Canadà                        | 1                             | 2                             | 1                             | 4               |
| 22                            | Suïssa                        | 1                             | 2                             | 1                             | 4               |
| 24                            | Bahames                       | 1                             | 0                             | 0                             | 1               |
| 24                            | Etiòpia                       | 1                             | 0                             | 0                             | 1               |
| 24                            | Índia                         | 1                             | 0                             | 0                             | 1               |
| 27                            | Corea del Sud                 | 0                             | 2                             | 1                             | 3               |
| 28                            | Trinitat i Tobago             | 0                             | 1                             | 2                             | 3               |
| 29                            | Tunísia                       | 0                             | 1                             | 1                             | 2               |
| 30                            | Argentina                     | 0                             | 1                             | 0                             | 1               |
| 30                            | Cuba                          | 0                             | 1                             | 0                             | 1               |
| 30                            | Filipines                     | 0                             | 1                             | 0                             | 1               |
| 30                            | Pakistan                      | 0                             | 1                             | 0                             | 1               |
| 34                            | Iran                          | 0                             | 0                             | 2                             | 2               |
| 35                            | Brasil                        | 0                             | 0                             | 1                             | 1               |
| 35                            | Ghana                         | 0                             | 0                             | 1                             | 1               |
| 35                            | Irlanda                       | 0                             | 0                             | 1                             | 1               |
| 35                            | Kenya                         | 0                             | 0                             | 1                             | 1               |
| 35                            | Mexico                        | 0                             | 0                             | 1                             | 1               |
| 35                            | Nigèria                       | 0                             | 0                             | 1                             | 1               |
| 35                            | Uruguai                       | 0                             | 0                             | 1                             | 1               |
| Total                         | Total                         | 163                           | 167                           | 174                           | 504             |